# 사영 공간의 대수 기하학
사영 공간의 개념은 대수기하학에서 중심적인 역할을 한다. 이 문서는 추상 대수기하학의 관점에서 개념을 정의하고 사영 공간의 몇 가지 기본 응용을 설명하는 것을 목표로 한다.

## 동차 다항식 이데알
{\displaystyle \mathbb {k} }를 대수적으로 닫힌 체 라고 하고 {\displaystyle V}를 {\displaystyle \mathbb {k} } 위의 유한차원 선형 공간이라고 하자. 쌍대 선형 공간 {\displaystyle V^{*}}의 대칭 대수는 {\displaystyle V} 위의 다항식 환이라고 하며 {\displaystyle \mathbb {k} [V]}로 표시된다. 다항식의 차수에 따라 자연스럽게 등급 대수이다.
사영 영점 정리는 특정 차수의 모든 다항식을 포함하지 않는 동차 이데알 {\displaystyle I}(무관한 이데알이라고 함)에 대해 {\displaystyle I}(또는 Nullstelle )의 모든 다항식의 공통 영점 집합이 자명하지 않다고 말한다(즉, 공통 영점 집합은 단일 원소 {0}보다 더 많은 것을 포함하며, 더 정확하게는 해당 집합에서 영인 다항식의 이데알은 이데알 {\displaystyle I}의 근기와 일치한다.
이 마지막 주장은 다음 공식으로 가장 잘 요약된다. : 연관 이데알 {\displaystyle I}에 대해,
{\displaystyle {\mathcal {I}}({\mathcal {V}}(I))={\sqrt {I}}.}
특히, {\displaystyle \mathbb {k} [V]}의 최대 동차 연관 이데알은 {\displaystyle V}의 원점을 통과하는 선과 일대일이다.

## 사영 스킴의 구성
{\displaystyle V}를 체 {\displaystyle \mathbb {k} } 위의 유한 차원 선형 공간이라고 하자. 사영 스펙트럼 {\displaystyle {\text{Proj}}(\mathbb {k} [V])}에 의해 정의된 {\displaystyle \mathbb {k} }에 대한 스킴을 {\displaystyle V}의 사영화라고 한다. {\displaystyle \mathbb {k} }에 대한 사영 n-공간은 선형 공간 {\displaystyle \mathbb {A} _{\mathbb {k} }^{n+1}}의 사영화이다.
층은 주 열린 집합 {\displaystyle D(P)}의 열린 집합들의 기저 위에서 단면
{\displaystyle \Gamma (D(P),{\mathcal {O}}_{\mathbb {P} (V)})}
이 {\displaystyle P}에서 국소화하여 얻은 환의 0차 구성 성분인 환 {\displaystyle (\mathbb {k} [V]_{P})_{0}}이 되도록 설정하여 정의된다. 여기서 {\displaystyle P}는 동차 다항식이다. 따라서 그 원소는 동차 분자와 분자와 동일한 차수를 갖는 {\displaystyle P}의 거듭제곱을 분모로 하는 유리 함수이다.
이러한 상황은 영점 없는 선형 형식 φ에서 가장 명확하다. 열린 집합 {\displaystyle D(\varphi )}에 대한 구조 층의 제한은 표준적으로 아핀 스킴 {\displaystyle {\text{Spec}}(\mathbb {k} [\ker \varphi ])}로 식별된다. {\displaystyle D(\varphi )}가 {\displaystyle X}의 열린 덮개를 형성하기 때문에 사영 스킴은 동형 아핀 스킴의 사영화를 통한 이어붙이기에 의해 얻어지는 것으로 생각할 수 있다.
이 스킴의 전역 단면들의 환은 체이고, 이는 스킴이 아핀이 아님을 의미함에 유의하라. 임의의 두 개의 열린 집합은 자병하지 않게 교차한다. 즉, 이 스킴은 기약이다. 체 {\displaystyle \mathbb {k} }가 대수적으로 닫힌 체인 경우, {\displaystyle \mathbb {P} (V)}는 사실 추상 다형체이며 완비이다.

## 약수 및 비틀림 층
사실 Proj 함자는 단순한 스킴 이데알을 제공한다. 이 과정에서 구조 층 위에 등급 가군의 층이 정의된다. 이 등급 층의 동차 성분은 세르 비틀림 층 {\displaystyle {\mathcal {O}}(i)}으로 표시된다. 이 층은 모두 정말로 선다발이다. 까르띠에 약수 와 선다발의 대응에 의해, 제 1 비틀림 층 {\displaystyle {\mathcal {O}}(1)}은 초평면 약수와 동일하다.
다항식 환은 유일 소인수분해 정역이기 때문에 높이 1인 모든 소 이데알은 주 이데알이다. 이는 모든 베유 약수가 초평면 약수의 어떤 거듭제곱과 선형적으로 동등함을 보여준다. 이러한 고려는 사영 공간의 피카르 군이 랭크 1인 자유군 {\displaystyle \mathrm {Pic} \ \mathbf {P} _{\mathbb {k} }^{n}=\mathbb {Z} }임을 증명한다. 그리고 이 동형 사상은 약수의 차수에 의해 주어진다.

### 벡터 다발의 분류
체 {\displaystyle \mathbb {k} } 위의 사영 공간 {\displaystyle \mathbb {P} _{\mathbb {k} }^{n}} 위의 가역 층 또는 선다발은 정확히 꼬임 층 {\displaystyle {\mathcal {O}}(m),\ m\in \mathbb {Z} }이다. 그래서 {\displaystyle \mathbb {P} _{\mathbb {k} }^{n}}의 피카르 군은 {\displaystyle \mathbb {Z} }와 동형이다. 동형 사상은 첫 번째 천 특성류에 의해 제공된다.
선다발 {\displaystyle {\mathcal {O}}(k)}의 열린 집합 {\displaystyle U\subseteq \mathbb {P} (V)}에서 국소 단면의 공간은 {\displaystyle U}와 연관된 {\displaystyle V}의 원뿔에 대한 동차 차수 {\displaystyle k}인 정규 함수의 공간이다. 특히 전역 단면들의 공간
{\displaystyle \Gamma (\mathbb {P} ,{\mathcal {O}}(m))}
는 m < 0인 경우 영이고, m =0인 경우 {\displaystyle \mathbb {k} }의 상수이며, m > 0 인 경우 차수 m의 동차 다항식으로 구성된다. (따라서 차원은 {\textstyle {\binom {m+n}{m}}={\binom {m+n}{n}}} ).
버코프-그로텐디크 정리에 따르면 사영 직선에서 모든 벡터 다발은 유일한 방식으로 선다발의 직합으로 분해된다.

### 중요한 선다발
예를 들어 매끄러운 점을 부풀리는 예외적인 약수로 나타나는 보편 다발은 층 {\displaystyle {\mathcal {O}}(-1)}이다. 표준 다발
{\displaystyle {\mathcal {K}}(\mathbb {P} _{\mathbb {k} }^{n})}는 {\displaystyle {\mathcal {O}}(-(n+1))} .
이 사실은 사영 공간에 대한 근본적인 기하학적 진술인 오일러 수열에서 유도된다.
표준 선다발의 음성은 사영 공간을 파노 다형체의 주요 예시로 만든다. 지표는 {\displaystyle \mathrm {Ind} (\mathbb {P} ^{n})=n+1}과 같이 주어진다. 그리고 고바야시-Ochiai의 정리에 의해 사영 공간은 성질에 의해 파노 다형체 사이에서 특징지어진다.
{\displaystyle \mathrm {Ind} (X)=\dim X+1.}

## 사영 스킴에 대한 사상
아핀 공간이 사영 공간에 매장될 수 있는 것처럼 모든 아핀 다형체도 사영 공간에 매장될 수 있다.
전역적으로 생성된 선다발의 전역 단면이 모두 영은 아닌 유한 계의 모든 선택은 사영 공간에 대한 사상을 정의한다. 기저가 그러한 사상에 의해 사영 공간에 매장될 수 있는 선다발을 아주 풍부하다고 한다.
사영 공간 {\displaystyle \mathbb {P} _{\mathbb {k} }^{n}}의 대칭 군은 사영된 선형 자기동형사상 군 {\displaystyle \mathrm {PGL} _{n+1}(\mathbf {k} )}이다. 이 군의 작용을 법으로 사영 공간에 대한 사상 {\displaystyle j:X\to \mathbf {P} ^{n}}의 선택은 실제로 {\displaystyle X}의 선다발에서 약수의 n 차원 선형계를 전역적으로 생성하는 선택과 동일하다. 사영 변환을 법으로 {\displaystyle X}의 사영 매장의 선택은 마찬가지로 {\displaystyle X}에서 아주 풍부한 선다발을 선택하는 것과 같다.
사영 공간에 대한 사상 {\displaystyle j:X\to \mathbf {P} ^{n}}는 전역적으로 생성된 선다발을 {\displaystyle j^{*}{\mathcal {O}}(1)}과 같이 정의한다. 그리고 선형계를
{\displaystyle j^{*}(\Gamma (\mathbf {P} ^{n},{\mathcal {O}}(1)))\subset \Gamma (X,j^{*}{\mathcal {O}}(1)).}
로 정의한다. 사상 {\displaystyle j}의 범위가 초평면 약수에 포함되지 않은 경우 당김은 단사이고 약수의 선형계이다.
{\displaystyle j^{*}(\Gamma (\mathbf {P} ^{n},{\mathcal {O}}(1)))}는 n 차원 선형계이다.

### 예: 베로네즈 매장
베로네즈 매장은 {\textstyle N={\binom {n+d}{d}}-1}에 대해, 매장 {\displaystyle \mathbb {P} ^{n}\to \mathbb {P} ^{N}}이다.
매끄러운 사영 초곡면 (매끄러운 약수)의 코호몰로지 군 계산에 베로네즈 매장을 적용하려면 MathOverflow 의 답변 참조

## 사영 공간의 곡선
파노 다형체로서, 사영 공간은 선직 다형체이다. 사영 평면에서 곡선의 교차 이론은 베주 정리를 산출한다.

## 같이 보기

### 일반적인 대수 기하학
- 스킴(수학)
- 사영 다형체
- Proj 구성

### 일반적인 사영 기하학
- 사영 공간
- 사영기하학
- 동차다항식

## 참조
- Robin Hartshorne (1977). 《Algebraic Geometry》. Springer-Verlag. ISBN 0-387-90244-9.
- Exercise sheet  (in French) on projective spaces, on the page of Yves Laszlo.